# دمای ظاهری
دمای ظاهری که گاهی در برنامه‌های پیش‌بینی وضع هوا به‌صورت "feels like" (دمای حسی) نیز نشان داده می‌شود، معادل دمایی است که توسط انسان‌ها درک می‌شود و ناشی از اثرات ترکیبی دمای اتمسفری، رطوبت نسبی و سرعت باد است. اندازه‌گیری دمای ظاهری معمولاً برای دمای درک‌شده در فضای باز انجام می‌شود. شاخص دمای ظاهری توسط رابرت جی. استیدمن ابداع شد که مقاله ای در مورد آن در سال ۱۹۸۴ منتشر کرد. با این حال، این شاخص در مورد دمای داخل ساختمان، به ویژه سونا، و هنگامی که خانه‌ها و محل‌های کار به اندازه کافی گرم یا خنک نمی‌شوند نیز کاربرد دارد.
- شاخص گرما و شاخص رطوبت اثر رطوبت بر درک دمای بالای +۲۷ درجه سلسیوس (۸۱ درجه فارنهایت) را اندازه‌گیری می‌کنند. در شرایط مرطوب، هوا بسیار گرم‌تر حس می‌شود، زیرا تعریق کمتری از پوست تبخیر می‌شود.
- عامل سرمایش باد تأثیر سرعت باد بر خنک‌شدن بدن انسان در دمای زیر ۱۰ درجه سلسیوس (۵۰ درجه فارنهایت) را اندازه‌گیری می‌کند. با افزایش جریان هوا بر روی پوست، گرمای بیشتری از پوست خارج می‌شود. برای اندازه‌گیری این عامل از مدل‌ها و شرایط استاندارد استفاده می‌شود.
- دمای کره حباب مرطوب (WBGT) عوامل تأثیرات تابش (معمولا نور خورشید)، رطوبت، دما و سرعت باد بر درک دما را ترکیب می‌کند. این فاکتور اغلب مورد استفاده قرار نمی‌گیرد، زیرا اندازه‌گیری آن نیاز به استفاده از دماسنج کره‌ای در معرض نور خورشید دارد که در تجهیزات استاندارد هواشناسی مورد استفاده در گزارش‌های رسمی شرایط وضع هوا گنجانده نشده است (در بیشتر موارد، هیچ وسیله صریح دیگری برای اندازه‌گیری تابش خورشیدی وجود ندارد و اندازه‌گیری دما به‌طور کامل در یک جعبه سایه انجام می‌شود تا از اثرات مستقیم خورشید جلوگیری شود). همچنین این عامل رابطه صریحی با دمای درک شده‌ای که شخص احساس می‌کند ندارد؛ بنابراین WBGT هنگامی که برای اهداف عملی استفاده می‌شود، به یک سیستم دسته‌بندی برای تخمین تهدید بیماری‌های مربوط به گرما متصل می‌شود.[۵]

از آنجا که هیچ اندازه‌گیری مستقیم تابش خورشیدی در سیستم‌های رصدی ایالات متحده وجود ندارد و تابش خورشیدی می‌تواند تا ۱۵ درجه فارنهایت (۸٫۳ درجه سانتیگراد) به دمای ظاهری اضافه کند، شرکت‌های تجاری هواشناسی سعی کرده‌اند سیستم‌های دمای ظاهری اختصاصی خود را توسعه دهند. سیستم‌های دمای ظاهری این شرکت‌ها شامل "FeelsLike" متعلق به شرکت ودر و "RealFeel" شرکت اکیوودر هستند. اعتقاد بر این است که اثر تابش خورشیدی را بر اساس داده‌های هواشناسی موجود که گزارش شده‌اند (مانند شاخص فرابنفش و پوشش ابر)، تخمین می‌زنند، ولی به‌صورت کلی سازوکار دقیق این سیستم‌ها بخشی از اسرار تجاری این شرکت‌هاست.

## شاخص دمای ظاهری استرالیا

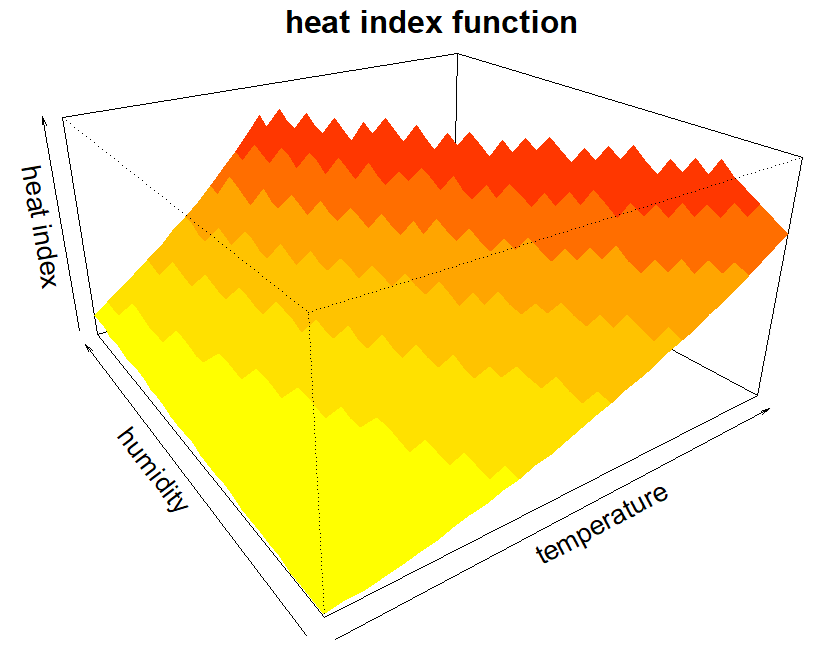
یک نمای کلی از شاخص گرما نشان می‌دهد که چگونه گرمای درک‌شده توسط بدن انسان همراه با دما افزایش می‌یابد اما در سطوح رطوبت بالاتر با سرعت بیشتری افزایش می‌یابد.

شاخص دمای ظاهری استرالیا (AT) که در اواخر دهه ۱۹۷۰ ابداع شد، برای اندازه‌گیری گرمای حسی در فضاهای داخلی طراحی شد. این شاخص در اوایل دهه ۱۹۸۰ گسترش یافت تا تأثیر خورشید و باد را نیز دربر گیرد. شاخص AT مورد استفاده در اینجا بر اساس یک مدل ریاضی از یک فرد بزرگسال است که در فضای باز و در سایه راه می‌رود. شاخص AT به عنوان دما در سطح رطوبتی مرجع تعریف می‌شود که باعث ایجاد همان مقدار عدم آسایش و ناراحتی می‌شود که تحت دما و رطوبت فعلی محیط تجربه شده است.
فرمول شاخص دمای ظاهری استرالیا (AT) به این صورت است:
{\displaystyle \mathrm {AT} =T_{\mathrm {a} }+0.33e-0.7v-4.00,}
در این فرمول:
- Ta: دمای هوای خشک (C°)
- e: فشار بخار آب (هکتوپاسکال)
- v: سرعت باد (متر/ثانیه) در ارتفاع ۱۰ متر (۳۳ پا) است.

فشار بخار را می‌توان از روی دما و رطوبت نسبی با استفاده از معادله زیر محاسبه کرد:
{\displaystyle e={\frac {\mathrm {RH} }{100}}\cdot 6.105\cdot \exp {\left({\frac {17.27\cdot T_{\mathrm {a} }}{237.7+T_{\mathrm {a} }}}\right)},}
در اینجا:
- Ta: دمای هوای خشک (C°)
- RH: رطوبت نسبی (%)
- exp: نشان‌دهنده تابع نمایی است.

فرمول شاخص دمای ظاهری استرالیا شامل عامل مهم رطوبت است و تا حدودی بیشتر از مدل ساده‌تر آمریکای شمالی سرمایش باد درگیر است. فرمول آمریکای شمالی برای استفاده در دماهای پایین (تا −۴۶ درجه سلسیوس یا −۵۰ درجه فارنهایت) و سطح رطوبت پایین طراحی شده است. نسخه هوای گرم شاخص دمای ظاهری استرالیا (۱۹۸۴) توسط سرویس هواشناسی ملی در ایالات متحده مورد استفاده قرار می‌گیرد. در ایالات متحده، این نسخه ساده از AT به عنوان شاخص گرما شناخته می‌شود.